# 米爾城 (內華達州)
米爾城（英語：Mill City）是位於美國內華達州潘興縣的非建制地區。

## 歷史
米爾城的郵局於1919年設立，其後於1948年停運。

## 地理
米爾城所處的海拔為高於海平面1290米（即4232英呎），而該地所採用的時區為UTC-8，即太平洋时区（PST）。同時該地設有夏令時間，為UTC-8調快一小時，即UTC-7（PDT）。